# José María Barbé Delacroix
José María Barbé Delacroix (Montevideo, Uruguay, 16 de noviembre de 1944 - Montevideo, Uruguay, 8 de septiembre de 2023) fue un abogado y político uruguayo, quien se desempeñó como subsecretario de los ministerios de Defensa Nacional en 1992-1993 y de Transporte y Obras Públicas entre 1993 y 1995.

## Primeros años
Nació en Montevideo el 16 de noviembre de 1944. 
Cursó estudios en la Facultad de Derecho de la Universidad de la República, donde se graduó como abogado en 1974, ejerciendo su profesión.

## Director general de Secretaría del MTOP
En marzo de 1990, al asumir como nuevo presidente Luis Alberto Lacalle, éste y su ministro de Transporte y Obras Públicas Wilson Elso Goñi designaron a Barbé como director general de Secretaría de dicha cartera, tercer puesto en jerarquía en los ministerios en Uruguay después del ministro y el subsecretario. 
Permaneció en dicho puesto durante dos años y medio.

## Subsecretario de Defensa Nacional
El 10 de septiembre de 1992 fue nombrado por el presidente Lacalle y su ministro de Defensa Nacional Mariano Brito como subsecretario de dicha cartera, en sustitución de Ignacio Risso Abadie. 
Ocupó dicha subsecretaría durante seis meses, hasta su nueva designación en el MTOP, siendo entonces sucedido en el MDN por Rodolfo González Rissotto.

## Subsecretario de Transporte y Obras Públicas
El 18 de marzo de 1993, en efecto, regresó al Ministerio de Transporte y Obras Públicas cuando el presidente Lacalle y su nuevo ministro Juan Carlos Raffo lo nombraron subsecretario de dicha cartera.
En junio de 1994, al ser sucedido Raffo por José Luis Ovalle como titular del MTOP, Barbé fue ratificado en la subsecretaría, ocupando el cargo hasta la finalización del período presidencial de Lacalle. 
En marzo de 1995, al iniciar Julio María Sanguinetti su segundo mandato como presidente, Ovalle y Barbé fueron sucedidos como ministro y subsecretario de Transporte y Obras Públicas por Lucio Cáceres y Conrado Serrentino respectivamente.

## Obra jurídica
Especialista en Derecho Administrativo, escribió artículos sobre temas jurídicos.

## Vida personal y fallecimiento
Era hijo de Héctor Barbé Pérez (1910-1981) y de Leonie Irene Delacroix Ramírez, quienes se habían casado en 1942. Su padre, también abogado, fue un destacado especialista y catedrático de Derecho Administrativo.
Contrajo matrimonio en 1977 con María Cecilia Charlone Puig, con quien tuvo tres hijos, María José, María Paula y Juan Pablo Barbé Charlone. 
Viudo desde septiembre de 2017, José María Barbé Delacroix falleció en Montevideo el 8 de septiembre de 2023, a los 78 años de edad.